# Варгентин, Пер Вильгельм
Пер (Петер) Вильгельм Варгентин (швед. Pehr Wilhelm Wargentin; 22 сентября 1717, Сунне, Шведская империя (ныне Вермланд, Швеция) — 13 декабря 1783, Стокгольм) — шведский астроном, демограф и статистик.
Член Шведской королевской академии наук, Лондонского королевского общества (1764), почётный член Петербургской академии наук (1760), Американской академии искусств и наук (1781), иностранный член Парижской академии наук (1783; корреспондент с 1748).

## Биография
Сын священника. В 12-летнем возрасте впервые увидел полное солнечное затмение, вызвавшее в нём интерес к астрономии, которой от посвятил всю свою жизнь.
С 1735 года изучал естественные науки в университете Уппсалы. В 1743 окончил университет со степенью магистра философии. С 1746 года — доцент астрономии.
В 1748 стал адъюнктом. Был назначен секретарём Шведской королевской академии наук (1749) и оставался на этом посту до своей смерти в 1783 году.
Позже стал первым директором Стокгольмской обсерватории, созданной Королевской шведской академией наук по инициативе его предшественника Пера Эльвиуса.

## Научная деятельность
Провёл исследования спутников Юпитера и опубликовал свою первую работу на эту тему в 1741 году. Занимался вопросом прохождения Венеры по диску Солнца.
В статистических и демографических трудах Варгентина отражён первый опыт налаживания системы учёта населения в новое время. Им составлена таблица смертности населения Швеции на 1755—1766 гг.

## Память
В честь учёного в 1935 году назван кратер Варгентин на Луне.